# Nieuwe Partij - Fervent Nationaal
De Nieuwe Partij - Fervent Nationaal (NP-FN) was een Belgische politieke partij die was ontstaan door het samengaan van Fervent Nationaal met de Nieuwe Partij.

## Geschiedenis
Fervent Nationaal werd in 2004 door Hendrik Boonen en Eduard Verlinden gesticht, nadat ze beiden uit het Liberaal Appèl stapten na een conflict met Ward Beysen. De partij was de Vlaamse tegenhanger van het Front National en kwam in 2004 op in de provincies Antwerpen & Vlaams-Brabant op bij de parlementsverkiezingen.
In 2004 doopte de partij zich om in Nationale Unie en brak ze met het Front National.
Uiteindelijk ontstonden er echter twee partijen: de Nationale Unie splitste zich definitief af van Fervent Nationaal. Sommigen meenden immers dat Hendrik Boonen, met zijn nationalistisch verleden, onmogelijk kon opkomen voor een Belgicistische partij. Boonen en Verlinden gingen vervolgens terug verder onder de oorspronkelijke naam Fervent Nationaal.
Voorzitter Eduard Verlinden verliet de partij uit onmin met Hendrik Boonen. In 2006 kwam hij op bij de gemeenteraadsverkiezingen in Antwerpen met de gereactiveerde Nieuwe Partij, maar na de verkiezingen kwamen beide partijen weer samen nadat Eduard Verlinden van Boonen het partijvoorzitterschap kreeg aangeboden. De partij kreeg hierop de nieuwe naam Nieuwe Partij - Fervent Nationaal en Boonen stapte over naar VLOTT. 
Bij de Kamerverkiezingen van 13 juni 2010 kwam Eduard Verlinden op in de kieskring Leuven met de partij 'VRIJHEID'.

## Programma
De partij wilde een tegengewicht vormen voor het Vlaams-nationalistische monopolie dat rust op het rechtse gedachtegoed in Vlaanderen. De partij was van mening dat rechts denken niet synoniem hoeft te zijn met het streven naar de Vlaamse onafhankelijkheid.

## Referentie
- (fr)  Inventaire des conflits internes au sein du VB